# 닛산 시마
닛산 시마(Nissan Cima)는 닛산 자동차의 후륜구동 방식의 대형 고급 승용차이다. 일본을 제외한 국가에서는 인피니티 Q와 M35hL로 판매되었고, 인피니티에서 차명 체계를 바꾸어 2014년부터는 Q70L로 판매된다.

## 1세대(Y31)

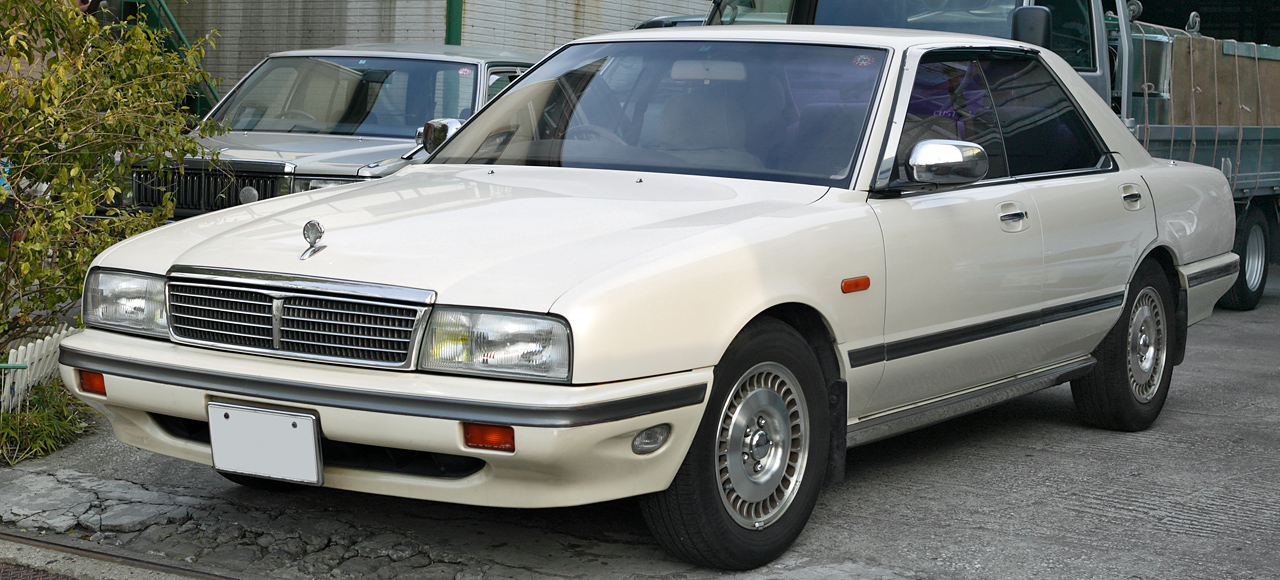
닛산 시마 정측면

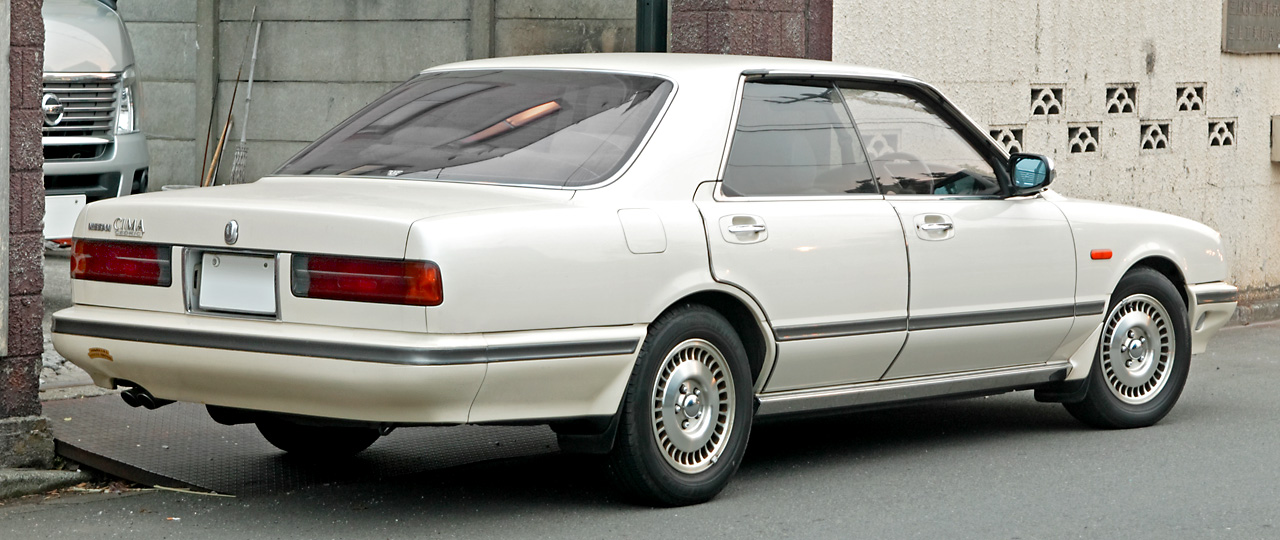
닛산 시마 후측면

1987년 10월에 개최된 도쿄 모터쇼에서 처음 선보였다. 기존의 세드릭과 글로리아보다 한층 고급화시킨 3 넘버 차종(전폭 1,700mm 이상)으로 분류되어 세드릭 시마(모터 딜러), 글로리아 시마(프린스 딜러)로 판매되었다. V6 3.0ℓ VG30DET 터보 엔진과 V6 3.0ℓ VG30DE 엔진이 적용되었다. 당시 닛산 자동차에는 법인 수요가 많은 고급 승용차 프레지던트가 있었으나, 시마는 개인 수요 전용의 고급 승용차이다. 고급 승용차의 붐을 타 소비자들의 안목 또한 높아지기 시작하였던 시기에 닛산 자동차의 개발진은 소비자들이 기존의 5 넘버 차종(전폭 1,700mm 미만)의 연장선이 아닌 본격적인 3 넘버 차종(전폭 1,700mm 이상)을 원하는 점, 라이벌인 토요타 자동차도 크라운의 와이드 바디 버전을 개발 중인 점, 당시 세제 개혁의 움직임이 있다는 점(3 넘버 차종의 자동차세 변화)에서 고급 승용차의 판매 경쟁이 치열해질 것이라는 판단을 내려 급하게 개발을 시작하는 바람에 세드릭(Y31)과 글로리아(Y31)보다 반년 늦게 출시되었다. 그러나 그로 인하여 인상을 크게 바꿔 특별한 이미지가 붙었다. 유려한 익스테리어와 높은 성능에서 일반 오너 드라이브를 위한 요소가 강한 것은 당시 고급 승용차로서는 이례적인 부분이다. 일본의 거품 경제의 절정기인 1988년 1월 출시 이래 1년 동안에만 약 36,400대가 판매되어 당시 고액 상품에 대한 왕성한 수요의 상징으로 인한 사회 현상을 시마 현상이라고 불렸다. 이는 다른 차종에게도 적지 않게 파급되어 세피로와 실비아 등 자사 차종은 물론 타사 차종에도 영향을 미쳐 자동차 시장에서 고급감 지향을 일으켰다. 4년 간의 판매량은 12만 9,000대에 달한다.

## 2세대(Y32)

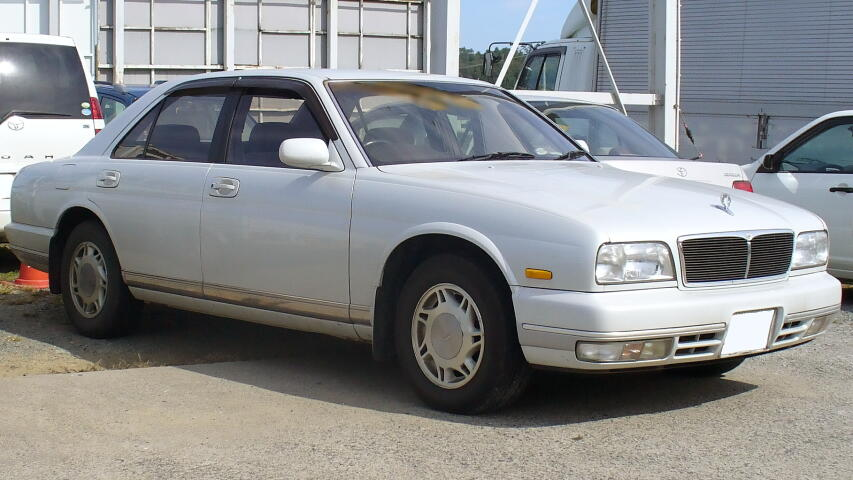
닛산 시마 정측면

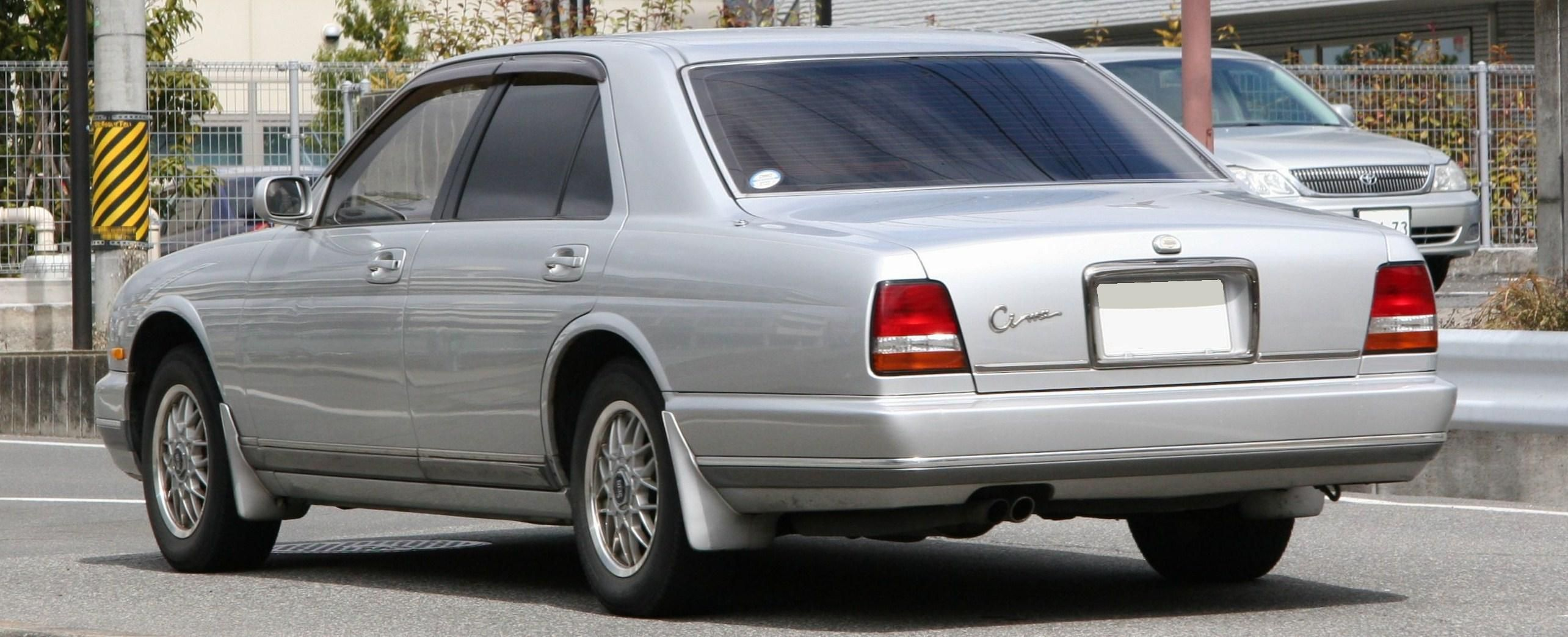
닛산 시마 후측면

차명이 시마로 통일되었다. 2세대부터 2열 거주성이 향상되고, 차체 강성에 유리한 B 필러를 가진 일반적인 세단으로 바뀌었다. V8 4.1ℓ VH41DE 엔진이 탑재되었는데, 굳이 자동차세에 불리한 배기량으로 맞춘 것은 시마의 정체성 중 하나로 평가 받아 호평이었던 V6 3.0ℓ VG30DET 터보 엔진의 강렬한 가속감이 실현되려면 배기량이 4.1ℓ 이상 필요하였고, 인피니티 Q45(G50)와의 판매 정책에 맞춰야 했기 때문이다. 에어 서스펜션이 삭제된 대신에 유압식 액티브 서스펜션이 적용되었다. 1996년 말에 3세대가 나왔으나 1997년까지 병행 생산되었다. 인테리어는 거품 경제를 반영하여 이탈리아 고급차에서 볼 수 있는 느낌의 아날로그 시계, 20 개소에 설치된 조명이 상황에 따라 점등하는 토탈 코디 조명, 일본차로는 희귀한 색상의 가죽 인테리어 등이 반영되었다. 해외 수출은 2세대부터 시작되었다.

## 3세대(Y33)

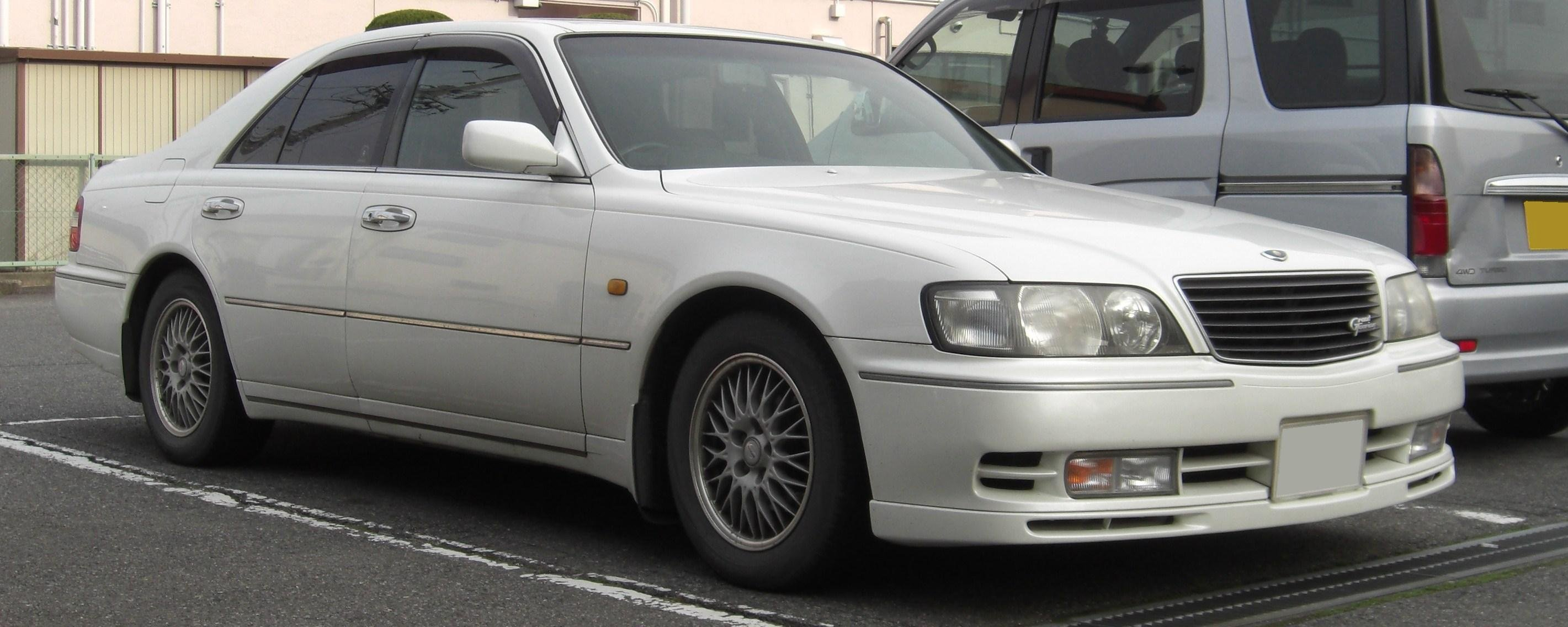
닛산 시마 정측면

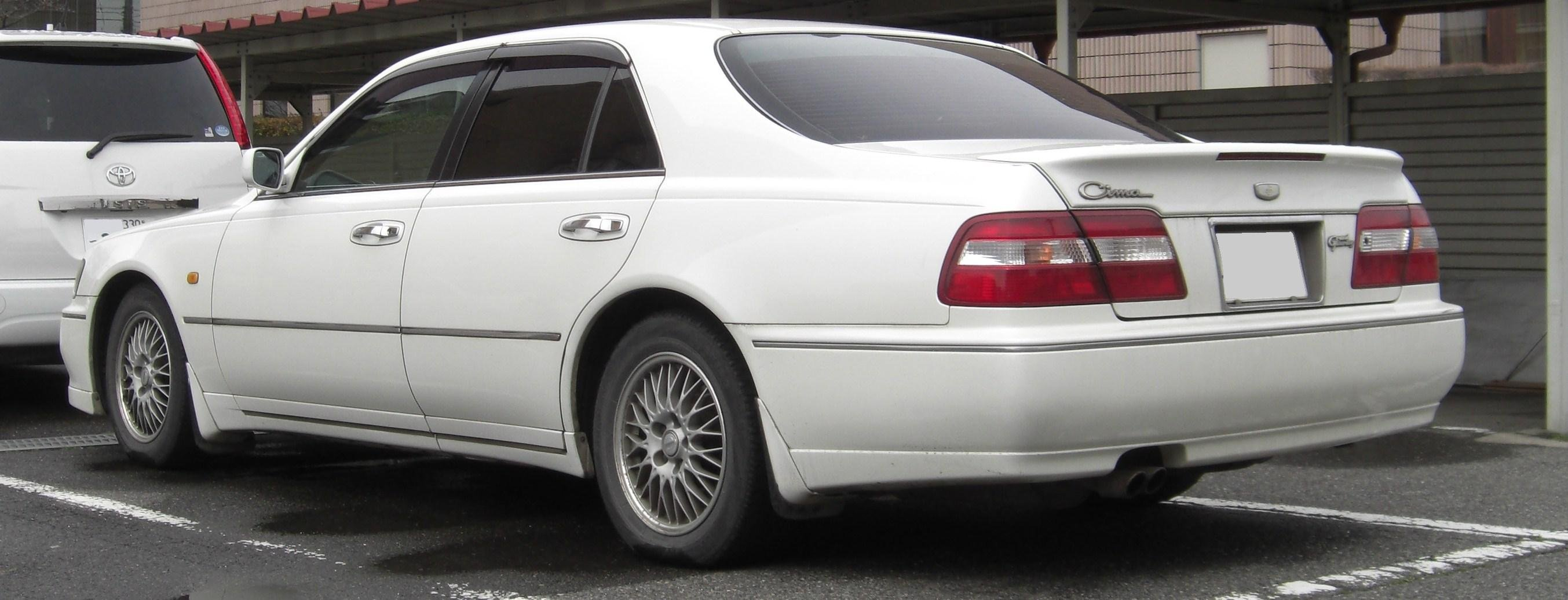
닛산 시마 후측면

2세대의 영국제 고급 승용차를 연상시키던 단정한 외관에서 탈피하여 독일제 고급 승용차를 연상시키는 볼륨감있는 외관으로 바뀌었다. V8 4.1ℓ VH41DE 엔진과 V6 3.0ℓ VQ30DET 터보 엔진이 적용되었고, 일본차 최초로 사이드 에어백이 모든 트림에 기본 적용되었다. 인피니티 Q45(G50)가 이후 일본에서 단종됨에 따라 토요타 크라운 마제스타뿐만 아니라 토요타 셀시오에 대항하기 시작하였다. 일본을 제외한 해외에서는 인피니티 Q45(FY33)로 판매되었다.

## 4세대(F50)

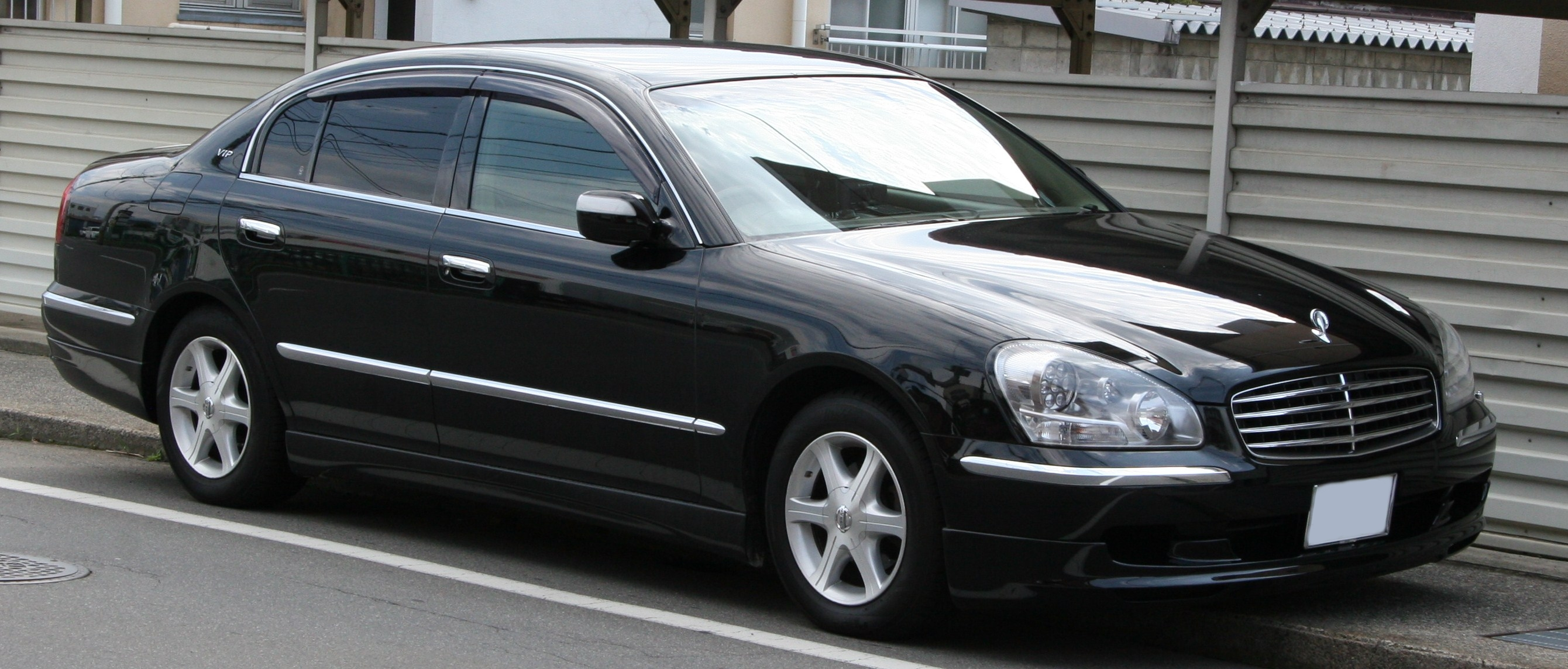
닛산 시마(전기형) 정측면

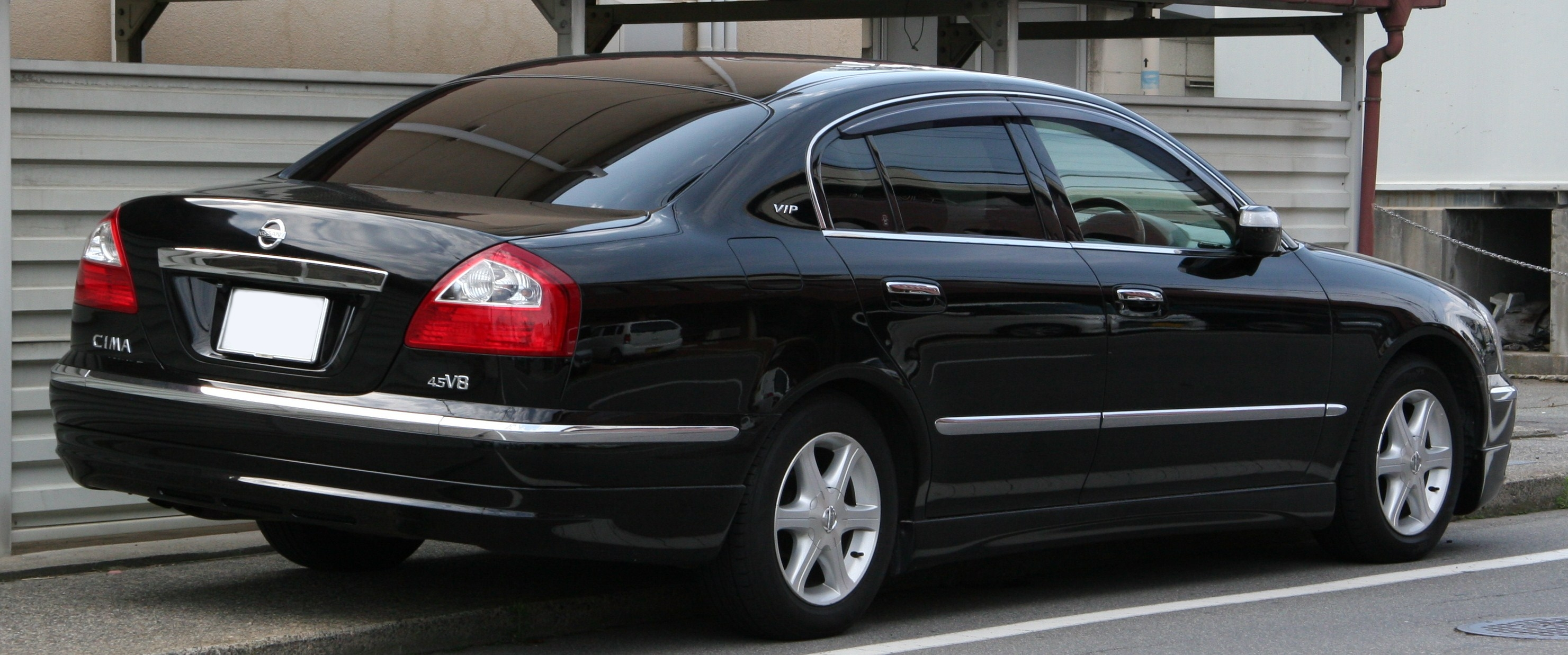
닛산 시마(전기형) 후측면

닛산 자동차 최초의 직분사 V8 엔진인 V8 4.5ℓ VK45DD 엔진과 V6 3.0ℓ VQ30DET 터보 엔진이 적용되었다. 일본차 최초로 아웃 사이드 미러에 방향 지시등이 적용되었다. 차선 이탈 방지 지원 시스템이 세계 최초로 적용되었는데, 고속 도로 주행 중에 도로의 경사 및 바람에 의해 흐트러지는 진로를 CCD 카메라로 고속 도로 양측의 흰 선을 인식해서 이탈 시 방향을 자동으로 수정하는 것이다. 레인 키프 서포트 시스템과 레이더 크루즈 컨트롤은 선행 차량의 자동 추적 운전이 가능하다. 현재의 닛산 자동차 엠블럼을 먼저 붙인 차종이기도 하다. 일본을 제외한 해외에서는 인피니티 Q45(F50)로 판매되었고, 대한민국에서는 2005년에 인피니티가 진출함과 동시에 선보여 2008년까지 판매되었다. 시마는 2010년 8월에 안전 기준에 미달하여 프레지던트와 함께 단종이 되었다.

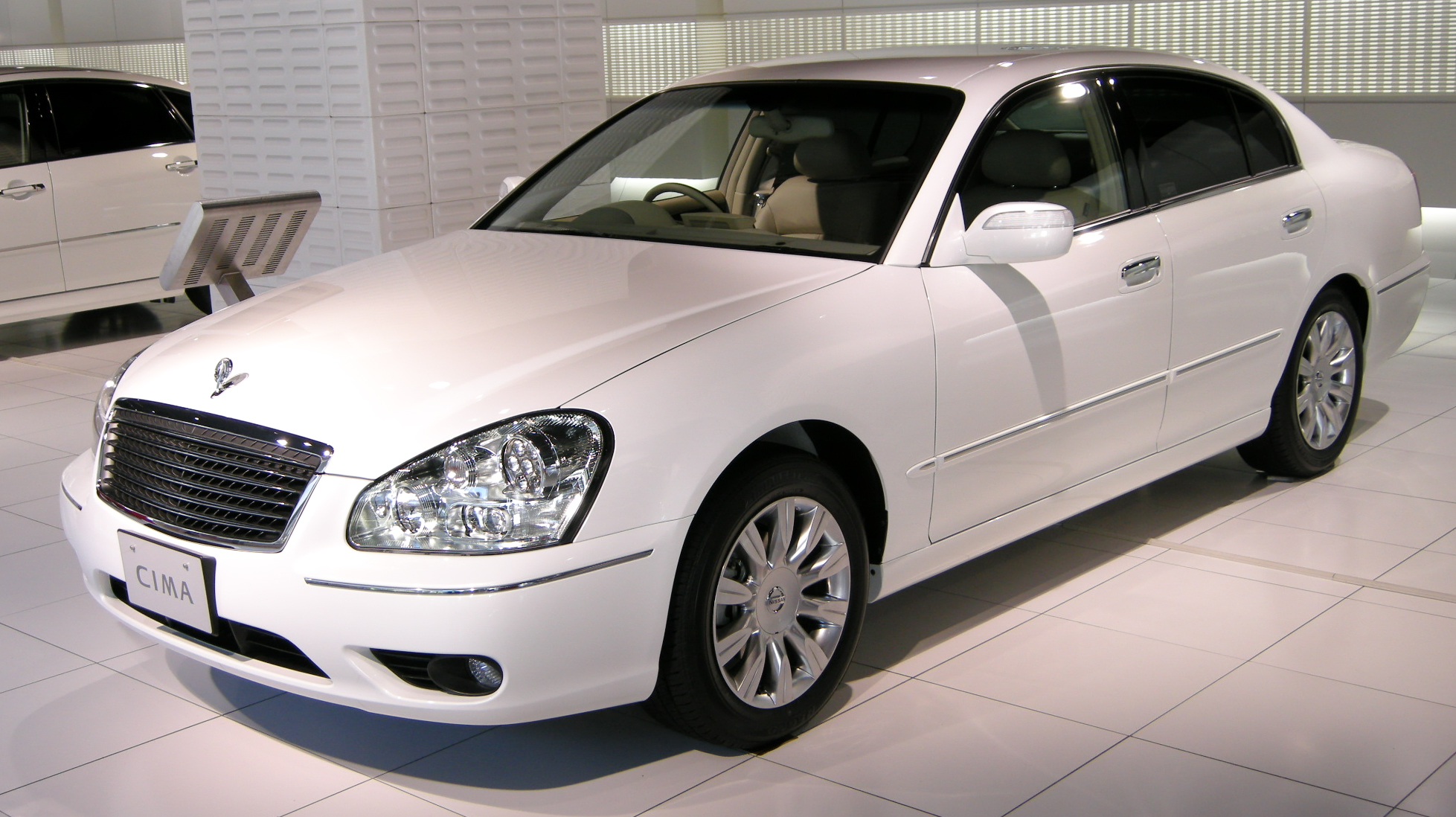
닛산 시마(후기형) 정측면
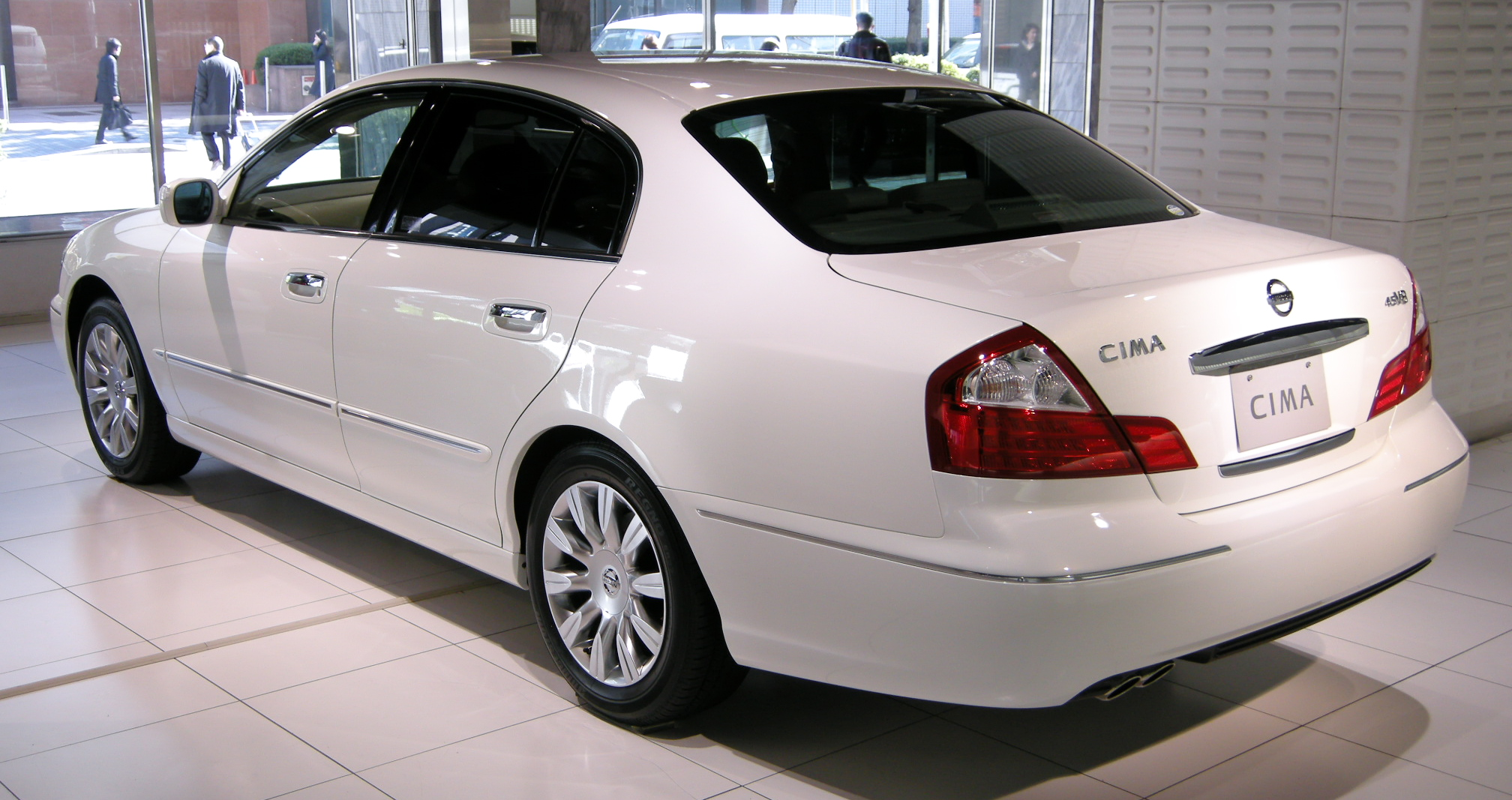
닛산 시마(후기형) 후측면

## 5세대(Y51)

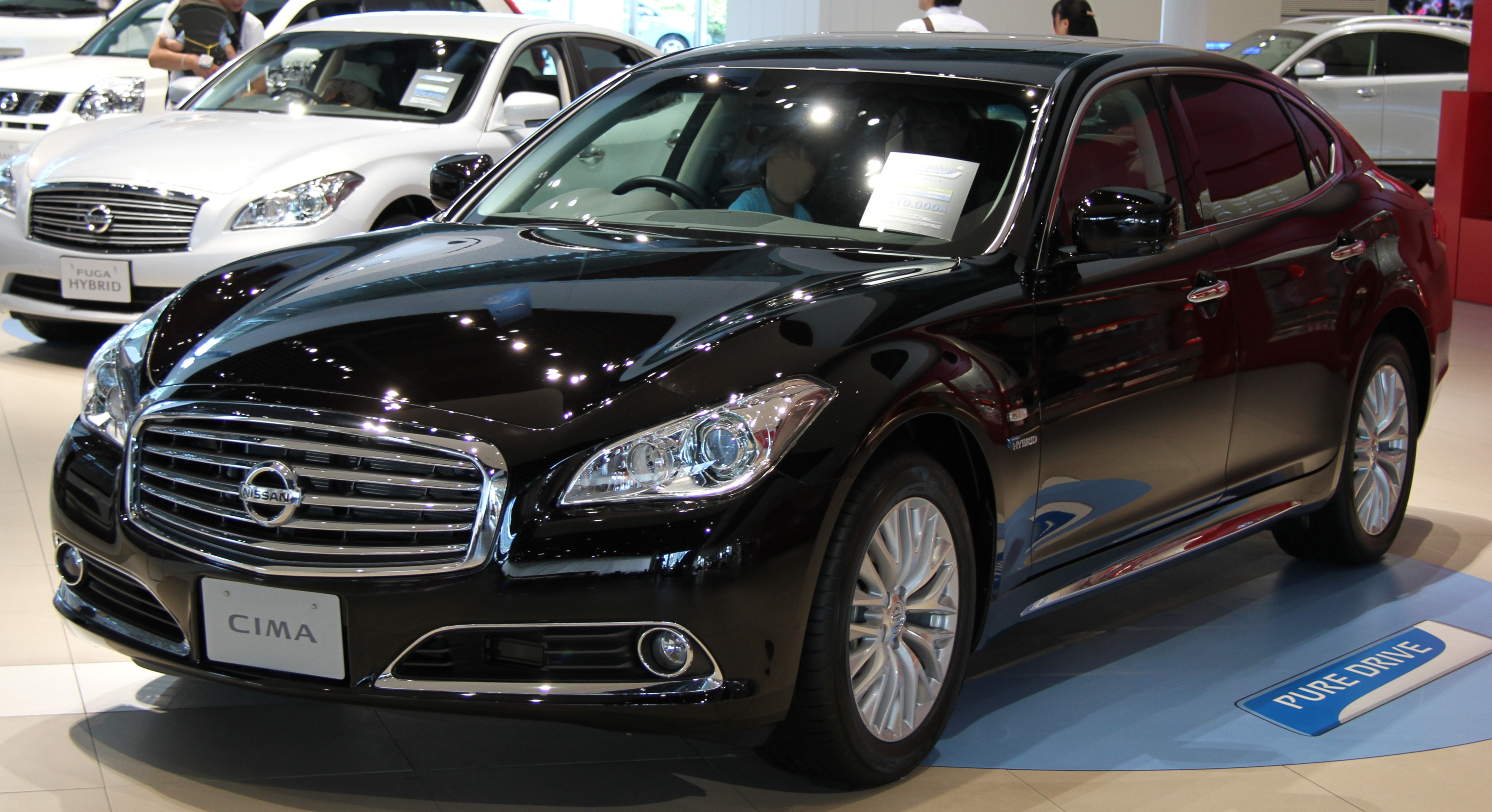
닛산 시마 정측면

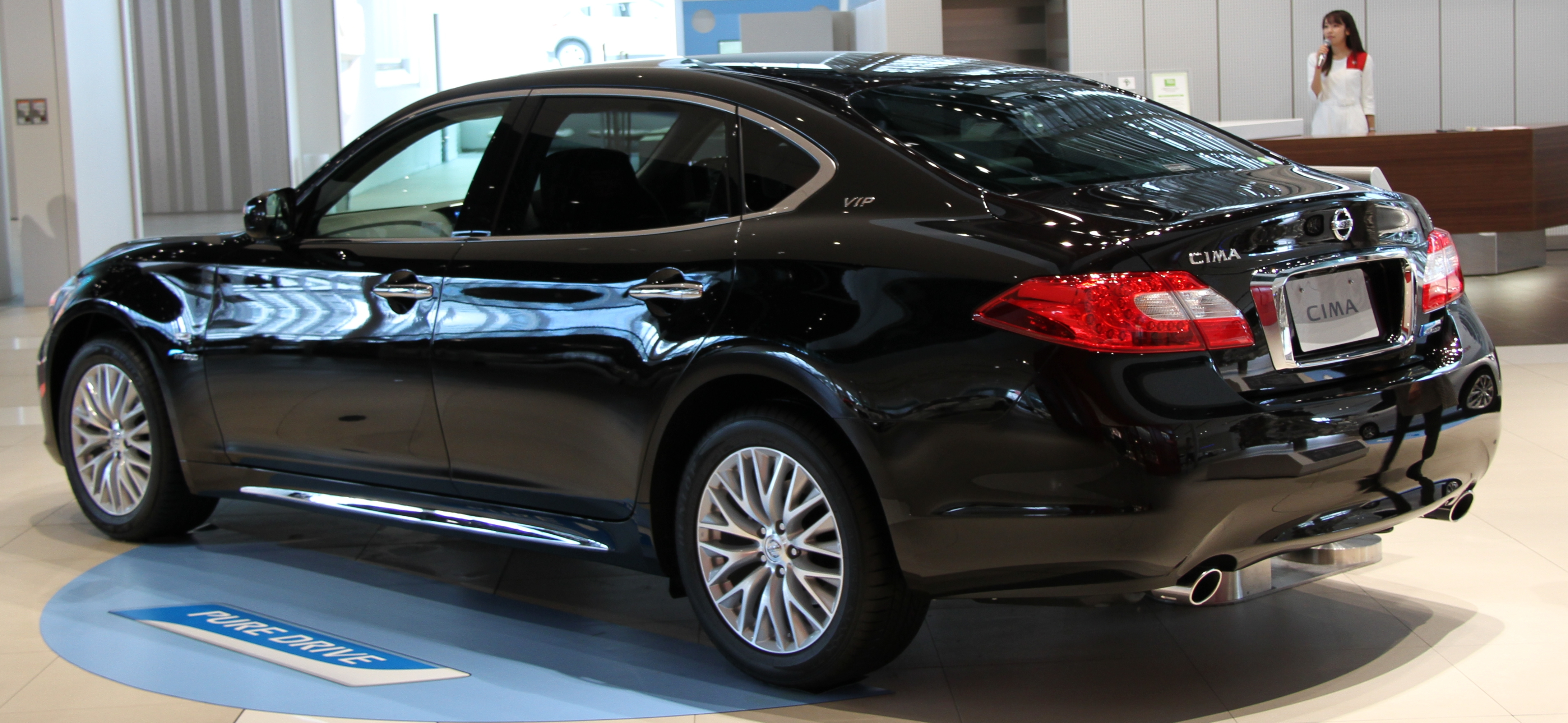
닛산 시마 후측면

2010년 8월에 안전 기준에 미달하여 프레지던트와 함께 단종이 된 이후에 일본 현지 고객들의 요청으로 인하여 닛산 자동차의 리바이벌 플랜의 일환으로서 2012년 4월에 푸가의 롱 휠 베이스 버전이 시마로 다시 부활하였다. V6 3.5ℓ VQ35HR 엔진에 1 모터 2 클러치 방식의 하이브리드 시스템이 결합되었다. 미쓰비시자동차공업이 고급 승용차 라인업을 강화하는 차원에서 닛산 자동차와 제휴함에 따라 배지 엔지니어링을 통하여 현대 에쿠스와 공동 개발되어 널리 알려진 디그니티의 2세대 차종으로도 판매된다.
2022년 8월 31일에 후속 없이 단종됐다.